# Relaciones Cuba-Guatemala
Las relaciones Cuba-Guatemala se refieren a las relaciones bilaterales entre la República de Cuba y Guatemala. Ambas naciones son miembros de la Asociación de Estados del Caribe, la Comunidad de Estados Latinoamericanos y Caribeños, la Organización de Estados Iberoamericanos y las Naciones Unidas. Cuba tiene una embajada en la Ciudad de Guatemala y Guatemala tiene una embajada en La Habana.

## Historia
El 25 de abril de 1960 ante el rumor de que exiliados cubanos se entrenan en Guatemala, la dictadura de Fidel Castro en Cuba rompe relaciones con dicho país. En la década de 1960, Cuba estableció estrechos vínculos con el emergente movimiento social guatemalteco liderado por Luis Augusto Turcios Lima, y apoyó el establecimiento de la Unidad Revolucionaria Nacional Guatemalteca, una organización militante que luego evolucionó para convertirse en un partido político legal tras el final de la Guerra Civil guatemalteca. Guatemala rompió lazos con Cuba desde la década de 1960 hasta el final de la guerra civil en 1998. En 1999, el presidente guatemalteco Álvaro Arzú Irigoyen visitó Cuba.
En 2009, el presidente guatemalteco Álvaro Colom visitó La Habana y entregó a Fidel Castro la Orden del Quetzal, uno de los más altos honores en Guatemala. El presidente cubano Raúl Castro aceptó el premio en nombre de su hermano, Fidel.

## Ayuda médica
Cuba proporcionó más de 40.000 cirugías oculares y 27 millones de consultas médicas a guatemaltecos entre 1998 y 2009.

## Comercio
En el año fiscal 2020, Guatemala exportó bienes por valor de 8,86 millones de dólares a Cuba, mientras que Cuba exportó bienes por valor de 389.000 dólares a Guatemala. La exportación más común de Guatemala a Cuba fueron los productos de limpieza, mientras que la exportación más común de Cuba a Guatemala fueron las briquetas de carbón. 